# 貝爾格羅夫鎮區 (伊利諾伊州費耶特縣)
貝爾格羅夫鎮區（英語：Bear Grove Township）是位於美國伊利諾伊州費耶特縣的一個行政鎮區。

## 地方資料
根據2010年美國人口普查的數據，貝爾格羅夫鎮區的面積為96.90平方千米，當中陸地面積為96.70平方千米，而水域面積為0.20平方千米。當地共有人口580人，而人口密度為每平方千米5.99人。